# Michel Kafando
Michel Kafando (ur. 18 sierpnia 1942 w Wagadugu) – burkiński polityk i dyplomata, minister spraw zagranicznych od 30 września 1982 do 4 sierpnia 1983, ambasador Burkiny Faso przy ONZ w latach 1981-1982 i 1998-2011. We wrześniu 2008 i grudniu 2009 sprawował funkcję przewodniczącego Rady Bezpieczeństwa ONZ, prezydent Burkiny Faso od 17 listopada 2014 do 17 września 2015 i ponownie od 23 września do 29 grudnia 2015.

## Prezydentura
17 listopada 2014 po długotrwałych negocjacjach został wybrany na nowego prezydenta kraju. Wyboru dokonał 23-osobowy komitet złożony z przedstawicieli różnych środowisk politycznych, religijnych i obywatelskich. Kafando otrzymał misję przeprowadzenia kraju przez okres transformacji do czasu wyborów prezydenckich które zaplanowano na rok 2015 oraz wyznaczenia nowego premiera. Jego kandydatura została zgłoszona przez armię, która przejęła władzę w kraju 31 października 2014, po rezygnacji długoletniego prezydenta Blaise Compaoré. Unia Afrykańska uznała rządy junty za niedemokratyczne i wywierała naciski aby przekazać władzę cywilom pod groźbą sankcji. 19 listopada 2014 prezydent Kafando mianował na stanowisko premiera podpułkownika Isaaca Zidę.
22 stycznia 2015 prezydent Michel Kafando wyznaczył datę wyborów parlamentarnych i prezydenckich w Burkina Faso na 11 października 2015. Jednocześnie zadeklarował, że żaden z ministrów w rządzie tymczasowym jak i on sam nie mają zamiaru kandydować.

### Zamach stanu w 2015
17 września 2015 prezydent Michel Kafando został obalony w wyniku rozpoczętego dzień wcześniej zamachu stanu przeprowadzonego przez armię pod dowództwem generała Gilberta Diendéré. Wraz z prezydentem od władzy odsunięty został także rząd premiera Isaaca Zidy a władzę w kraju przejęła junta wojskowa, Narodowa Rada na rzecz Demokracji (fr. Conseil national pour la Démocratie). Po interwencji dyplomatycznej państw członkowskich ECOWAS, 23 września 2015 junta generała Diendéré postanowiła o swoim rozwiązaniu i zwróceniu władzy prezydentowi Kafando oraz premierowi Zidzie.
W wyborach prezydenckich, które odbyły się 29 listopada 2015 zwyciężył były premier Roch Marc Christian Kaboré, który objął stanowisko 29 grudnia 2015.